# 1988年世界大賽
1988年世界大賽是由代表美聯的奧克蘭運動家與代表國聯的洛杉磯道奇在世界大賽中對決。最後由道奇4勝1敗打敗運動家，拿下世界大賽冠軍。道奇隊也成為1980年代唯一一支拿下兩座世界大賽冠軍的球隊。

## 總結
國聯 洛杉磯道奇（4）- 美聯 奧克蘭運動家（1）
| 場次 | 比數             | 日期     | 地點                    | 觀眾  |
| ---- | ---------------- | -------- | ----------------------- | ----- |
| 1    | 運動家 4，道奇 5 | 10月15日 | 道奇體育場              | 55983 |
| 2    | 運動家 0，道奇 6 | 10月16日 | 道奇體育場              | 56051 |
| 3    | 道奇 1，運動家 2 | 10月18日 | 奧克蘭–阿拉米達郡競技場 | 49316 |
| 4    | 道奇 4，運動家 3 | 10月19日 | 奧克蘭–阿拉米達郡競技場 | 49317 |
| 5    | 道奇 5，運動家 2 | 10月20日 | 奧克蘭–阿拉米達郡競技場 | 49317 |

## 逐場結果

### 第一戰：10月15日
加利福尼亞州，洛杉磯，道奇體育場
| 奧克蘭運動家 | 0 | 4 | 0 | 0 | 0 | 0 | 0 | 0 | 0 | 4 | 7 | 0 |
| 洛杉磯道奇 | 2 | 0 | 0 | 0 | 0 | 1 | 0 | 0 | 2 | 5 | 7 | 0 |
| 勝投： Alejandro Peña（1–0） 敗投： 丹尼斯·艾克斯利（0–1） 全壘打： 運動家：荷西·坎塞柯（2上,4分） 道奇：米奇·海契（1下,2分）、柯克·吉卜森（9下,2分） |   |   |   |   |   |   |   |   |   |   |   |   |

米奇·海契在首局下擊出2分砲為球隊先馳得點，不過荷西·坎塞柯在2局上立刻以滿貫砲做出回應。
雖然道奇隊先發Tim Belcher只投了2局就挨轟退場，不過接續的投手群都沒有再讓運動家追加更多分數。
戴夫·史都華在投完前8局失3分後退場，交由丹尼斯·艾克斯利收尾。結果他在2出局後被Mike Davis敲安，並被盜上二壘。隨後柯克·吉卜森敲出再見全壘打，道奇隊戲劇性的收下首勝。

### 第二戰：10月16日
加利福尼亞州，洛杉磯，道奇體育場
| 奧克蘭運動家                                                                                             | 0 | 0 | 0 | 0 | 0 | 0 | 0 | 0 | 0 | 0 | 3  | 0 |
| 洛杉磯道奇                                                                                               | 0 | 0 | 5 | 1 | 0 | 0 | 0 | 0 | X | 6 | 10 | 1 |
| 勝投： 奧勒爾·赫西瑟（1–0） 敗投： Storm Davis（0–1） 全壘打： 運動家：無 道奇：Mike Marshall（3下,3分） |   |   |   |   |   |   |   |   |   |   |    |   |

3局下，道奇靠著連續4支安打攻下2分，Mike Marshall後面的3分砲更是給了運動家一記重拳。
在球季末曾上演連續5場先發完封勝的奧勒爾·赫西瑟持續發揮好手感，他投滿9局僅被敲出3支安打無失分，幫助球隊拿下第二勝。

### 第三戰：10月18日
加利福尼亞州，奧克蘭，奧克蘭–阿拉米達郡競技場
| 洛杉磯道奇                                                                                             | 0 | 0 | 0 | 0 | 1 | 0 | 0 | 0 | 0 | 1 | 8 | 1 |
| 奧克蘭運動家                                                                                           | 0 | 0 | 1 | 0 | 0 | 0 | 0 | 0 | 1 | 2 | 5 | 0 |
| 勝投： Rick Honeycutt（1–0） 敗投： Jay Howell（0–1） 全壘打： 道奇：無 運動家：馬克·麥奎爾（9下,1分） |   |   |   |   |   |   |   |   |   |   |   |   |

John Tudor只投了1.1局便因為肩膀緊繃而提前退場，不過接替的Tim Leary仍和運動家先發鮑伯·威爾契上演精采的投手對決。
雙方靠著投手輪番上陣，在前8局打成1比1平手。Jay Howell在9局下登板，他先讓荷西·坎塞柯敲出內野飛球出局，不過被馬克·麥奎爾敲出再見轟。終場運動家2比1險勝，在系列賽扳回一城。

### 第四戰：10月19日
加利福尼亞州，奧克蘭，奧克蘭–阿拉米達郡競技場
| 洛杉磯道奇                                                                     | 2 | 0 | 1 | 0 | 0 | 0 | 1 | 0 | 0 | 4 | 8 | 1 |
| 奧克蘭運動家                                                                   | 1 | 0 | 0 | 0 | 0 | 1 | 1 | 0 | 0 | 3 | 9 | 2 |
| 勝投： Tim Belcher（1–0） 敗投： 戴夫·史都華（0–1） 救援成功： Jay Howell（1） |   |   |   |   |   |   |   |   |   |   |   |   |

運動家在首局守備自亂陣腳，失誤、捕逸讓道奇拿下2分。而道奇隊取得2分後，整場比賽都沒落後過。雖然運動家持續緊咬比數，但最終仍以3比4輸球。道奇取得聽牌優勢。

### 第五戰：10月20日
加利福尼亞州，奧克蘭，奧克蘭–阿拉米達郡競技場
| 洛杉磯道奇 | 2 | 0 | 0 | 2 | 0 | 1 | 0 | 0 | 0 | 5 | 8 | 0 |
| 奧克蘭運動家 | 0 | 0 | 1 | 0 | 0 | 0 | 0 | 1 | 0 | 2 | 4 | 0 |
| 勝投： 奧勒爾·赫西瑟（2–0） 敗投： Storm Davis（0–2） 全壘打： 道奇：米奇·海契（1上,2分）、Mike Davis（4上,2分） 運動家：無 |   |   |   |   |   |   |   |   |   |   |   |   |

道奇再次推出王牌奧勒爾·赫西瑟先發，而他也成功投滿9局，送出9次三振僅失2分。
而道奇打線在首局便靠著米奇·海契的2分砲破蛋，4局上，Mike Davis也跟進開轟。最終道奇隊便以5比2贏球，拿下1980年代的隊史第二冠。

## 焦點球員
道奇
- 米奇·海契：世界大賽打擊率3成68，敲出7支安打和5分打點都是全隊第一。第五戰敲出致勝全壘打。

- 柯克·吉卜森：世界大賽僅1打席便成功敲出再見全壘打。

- 史蒂夫·薩克斯：世界大賽打擊率3成，敲出6支安打。

- 奧勒爾·赫西瑟：世界大賽先發2場全勝，18局投球送出17次三振僅失2分，防禦率1.00。

運動家
- Dave Henderson：世界大賽打擊率3成，敲出6支安打全隊第一。

- 荷西·坎塞柯：第一戰敲出滿貫砲，系列賽5分打點全隊第一。

- Gene Nelson：世界大賽出賽3場，6.1局投球僅失1分，防禦率1.42。

- 戴夫·史都華：世界大賽先發2場，14.1局投球失5分，防禦率3.14。

## 外部連結
- Almanac網站上關於1988年世界大賽的頁面（页面存档备份，存于）
- MLB官網裡的1988年世界大賽頁面（页面存档备份，存于）
- Reference網站上關於1988年世界大賽的頁面（页面存档备份，存于）
- 1988年世界大賽逐場比賽結果以及每一球詳細紀錄 （页面存档备份，存于）